# 优素福·迪凯奇
优素福·迪凯奇（土耳其語：Yusuf Dikeç，1973年1月1日—），土耳其男子射击运动员、憲兵隊退役高級準尉。

## 经历
1994年，曾在安卡拉宪兵军事学校学习，毕业后成为一名下士，在马尔丁服役。1999年，进入宪兵军校学习，一年后以中士军衔毕业，并在伊斯坦布尔服役一年，随后前往位于安卡拉的宪兵体育俱乐部服役。
2001年起，优素福·迪凯奇开始从事射击运动。他參加2014年世界射击锦标赛男子25米中火手枪、男子25米标准手枪項目，獲得金牌；男子10米气手枪银牌得主和男子25米标准手枪团体铜牌得主，在2023年欧洲运动会男子10米气手枪比賽獲得团体银牌、2023年世界射击锦标赛混合团体10米气手枪银牌得主。
在2024年巴黎奧運十米混射項目中，51岁的优素福·迪凯奇以便裝上陣引人注目：僅着T恤、一般眼鏡和耳塞，未戴任何專業防護裝備、矯正鏡片和抗噪耳罩，左手插在口袋裡，無姿勢睜雙眼單手出槍，擊發命中，終與搭檔塔爾汗共同獲得銀牌，打下奧運射擊史上土耳其的首枚獎牌紀錄，並成為為土耳其史上最年長的奧運獎牌得主，讓他在短時間內全球爆紅。其輕鬆自如的態度被網路迷因盛傳為退休殺手，獲法新社選為巴黎奧運回顧十大精彩時刻，亦讓他在日本網絡有了「無課金大叔」（無課金おじさん）的外號，但他事後低調表示“這是24年努力的結果”。

## 外部連結
- 优素福·迪凯奇在国际射击运动联合会
- 优素福·迪凯奇在Olympics.com的个人资料和比赛数据
- 优素福·迪凯奇 （页面存档备份，存于） 在Olympics.com2024年夏季奥林匹克运动会的數據
- Yusuf Dikeç在Olympedia的个人资料和比赛数据